# Скидан, Карп Павлович
Скида́н Карп Павлович (1??? — † 1638) — чигиринский полковник Его Королевской Милости Войска Запорожского (запорожских реестровых казаков), один из руководителей крестьянско-казацких восстаний 1637 и 1638 годов, ближайший соратник гетманов Павлюка и Острянина.

## Биография
После того, как стараниями польского комиссара Адама Киселя в 1637 году на реке Росава была созвана казацкая рада реестровых казаков, на которой они отрешили от должности действующего реестрового гетмана Василия Томиленко и выбрали гетманом про-польски настроенного полковника Савву Кононовича, Скидан вместе с С. Быховцем во главе отряда 200 казаков летом 1637 года был послан Павлюком в Переяславский полк чтобы схватить гетмана Кононовича и доставить в Крылов, где располагался лагерь Павлюка, что и было сделано. После чего Скидан развернул на Левобережной Украине деятельность по организации восстания против польско-шляхетской власти. Затем Скидан перешёл на правый берег Днепра, призывая всех повстанцев собираться в городке Мошны (ныне село Черкасского района Черкасской области), ставшего центром восставшего запорожского войска.
После поражения повстанцев в Кумейковском бою 6 декабря 1637 года и их капитуляции под Боровицей Скидан ушёл на Запорожскую Сечь.
Когда весной 1638 года в Приднепровье снова вспыхнуло крестьянско-казацкое восстание во главе с гетманом реестровых казаков Яковом Остряниным, Скидан был его правой рукой и выступил с войском из Запорожья. Яков Острянин и Карп Скидан возлагали большую надежду на помощь донских казаков, к которым было отправлено посольство. Вместе с тем они разослали на Волынь, Подолье и Покутье письма с призывом к восстанию против польской шляхты.
Во время Жовнинской битвы 1638 год Карп Скидан собирал подкрепления в Черкассах. Отправившись в Жовнино на помощь восставшему войску Дмитрия Гуни, он в бою против польско-казацко-шляхетского войска был ранен, после чего захвачен в плен и, вероятно, казнён.